# Ахтопол
Ахтопол (болг. Ахтопол) — місто в Болгарії. Розташоване на узбережжі Чорного моря. Входить до складу Бургаської області, а також до складу громади Царево. Населення становить 1425 осіб. Ахтопол — найпівденніше болгарське місто на Чорноморському узбережжі.

## Географія

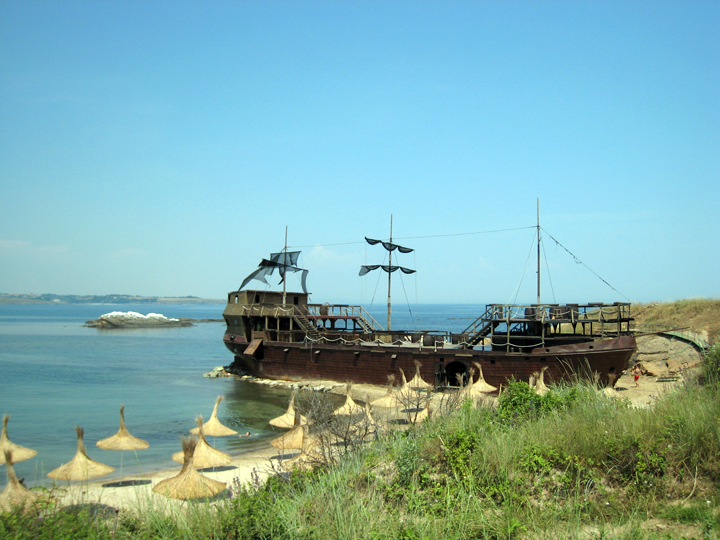
Пляж Ахтополя

### Розташування
Місто Ахтопол розташоване на скелястому півострові на узбережжі Чорного моря і біля підніжжя гори Странджа. Розташований за 14 км на південь від Царево і за 5 км на північ від гирла річки Велека. Місто є частиною території природного парку «Странджа».

### Клімат
Клімат напів-середземноморський з м'якою зимою і прохолодним літом.

## Історія
На місці нинішнього міста Ахтопол існували поселення ще з нової кам'яної доби, а в часи залізної доби ця територія була заселена фракійським племенем тинів. Як місто Ахтопол було засноване близько 430 р. до. н.е. грецькими колоністами з Афін та з Аполлонії (нині місто Созопол), яка розташовувалась за 58 км на північ, під назвою Авлеон Тіхос (грец. Αυλαιον Τειχος). 
Припускають, що його заснування пов'язане з діями Перикла в чорноморських районах. Місто стає торговим центром, де карбують монети.
Після варварських набігів 5 - 7 століть місто було відновлено візантійським воєводою Агатоном, який назвав його Агатополісом (грец. Αγαθουπολις).
Одне з небагатьох міст, що залишалось в руках останнього імператора Візантії Костянтина Палеолога. Перейшло до турків перед облогою й падінням Константинополя 1453 року. Нинішнє його ім'я походить від грецького Актополі — прибережне місто.
У часи Середньовіччя Агатополь кілька разів включався у територію Болгарії. Підпис Хана Крума від 812 року повідомлене про його захоплення, які  пізніше були завойовані царем Тодором Святославом в 1304 році. Близько 1389 р., через двадцять років після взяття Адріанополя османами, одрінське єпископство перенесло свою штаб - квартиру в Агатополь. Трохи пізніше місто також було завойовано османами. У 17 столітті згадувалося як  єпископська резиденція.
Під час російсько-турецької війни 1828-29 років 24 липня 1829 року Агатополь був узятий загоном з 2 фрегатів, брига, пароплава й 8 гребних суден під загальним командуванням капітан-лейтенанта Баскакова.
На честь взяття міста отримав назву російський фрегат «Агатополь». Він увійшов до складу Чорноморського флоту в листопаді 1834 року, брав участь у Кавказькій кампанії та був розібраний 1853 року.
На початку ХХ століття громадяни Ахтополя володіють 45 судами, три з яких мають водотоннажність від 1000 до 3000 тонн. На початку Балканської війни 1912 року двоє з Ахтополя були добровольцями в Македонсько-адріанопольському корпусі. Після балканських воєн (1912 - 1913) місто приєдналося до Болгарії. Його грецьке населення було виселене, а болгарські біженці зі Східної Фракії оселилися на його місці. У 1918 році Ахтополь був майже повністю зруйнований пожежею,  старий собор «Успіння Богородичне» також сгорів. Сучасне місто було побудовано повністю знову після пожежі. У 1926 році проживає 1095 жителів. 
Біженці з Ахтополя заснували село Неа Агатуполі Новий Ахтопол) в номі Пієрія, Греція. 

## Транспорт

### Автобусний транспорт
Різними компаніями здійснюється транспорт до Велико-Тирново, Бургаса, Резово, Синеморця, Варвари, Царево, Кітена, Приморсько, Созополя, Старої Загори, Пловдива і Софії. 

### Залізничний транспорт
У Ахтополі немає залізничного транспорту. 

### Повітряний транспорт
У Ахтополі немає повітряного транспорту.  Найближчий аеропорт - Бургас. 

## Пляжі
У місті є три пляжі - "Центральний", "Дельфін" і "Бабешки". 

## Населення

### Кількість населення
Місто Ахтопол - 1307 (загальна кількість постійних адрес) 

### Релігії

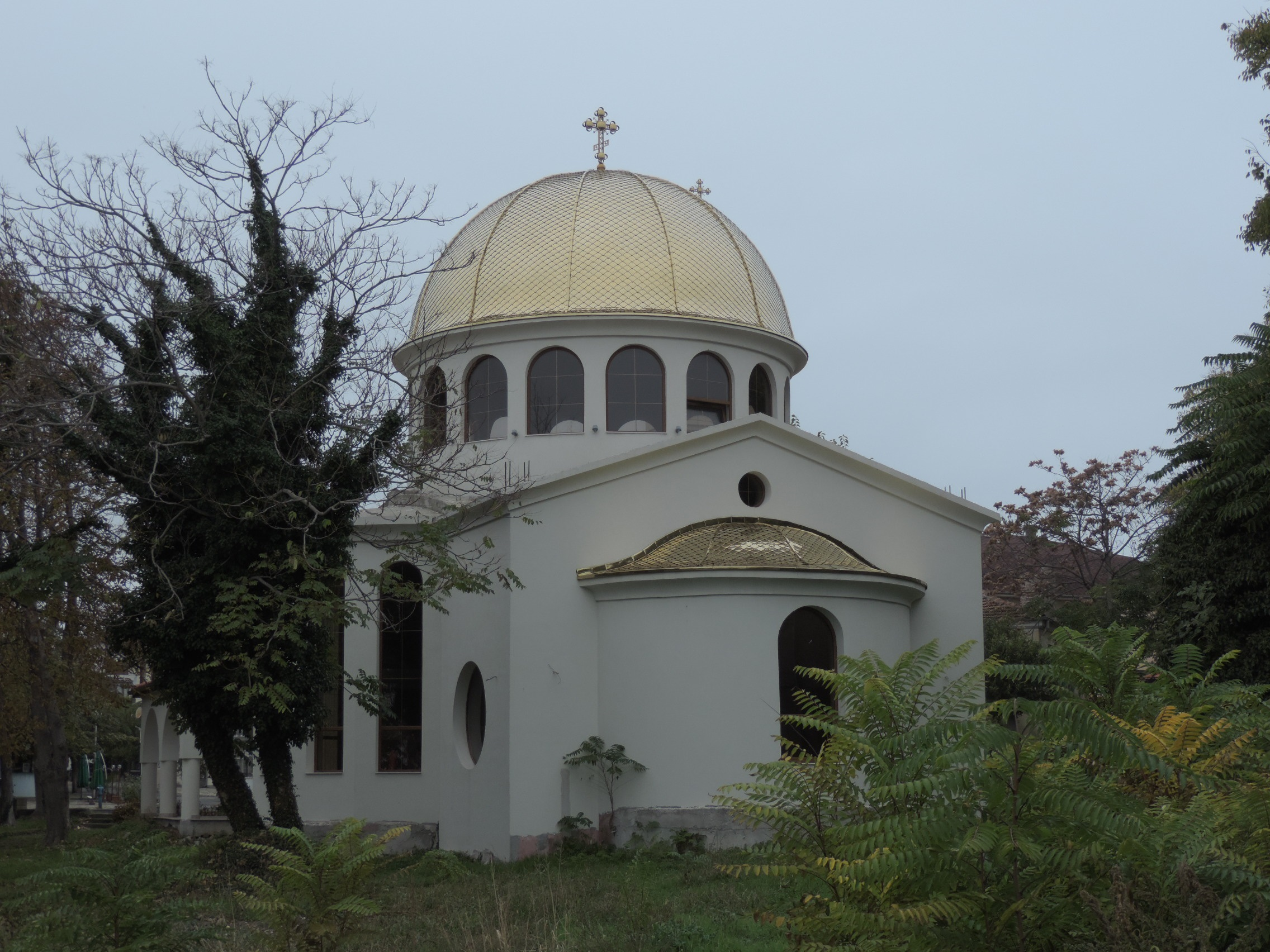
Новобудована церква Святого Царя Тервела в центрі міста

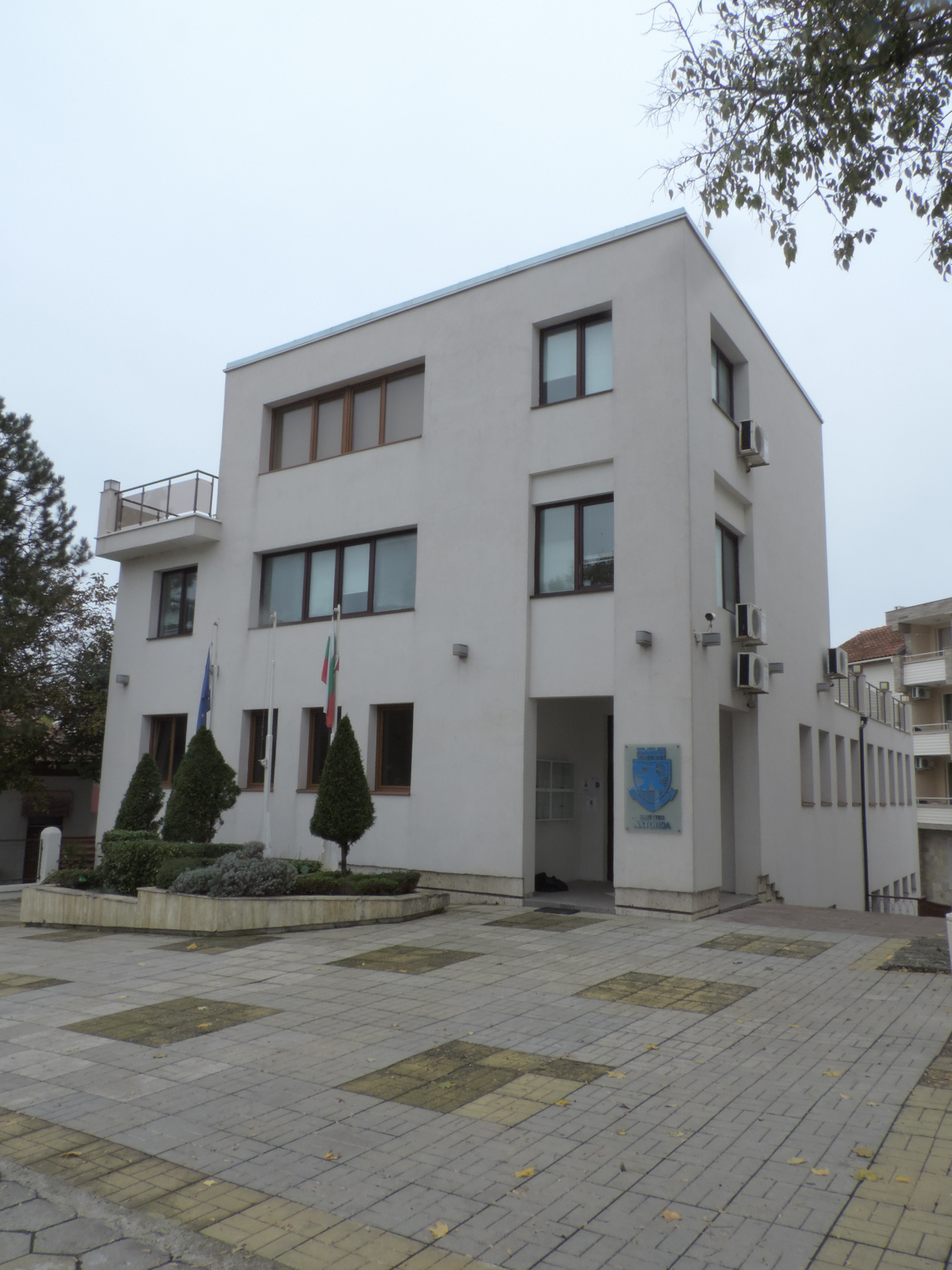
Будівля мерії

Православ'я. 

## Економіка
Основними засобами існування міста Ахтопол є туризм і рибальство. 

## Визначні пам'ятки

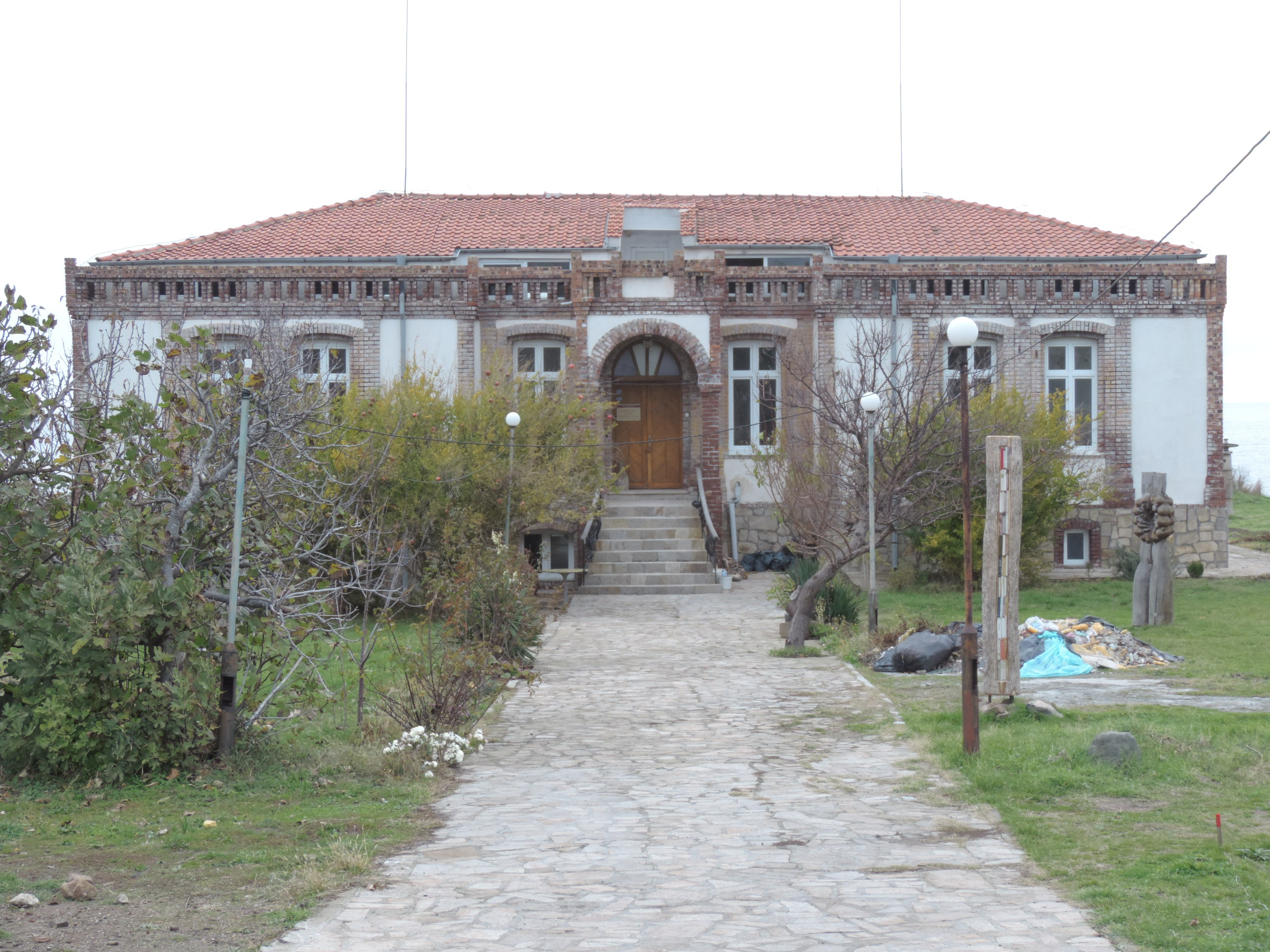
Будівля грецької школи

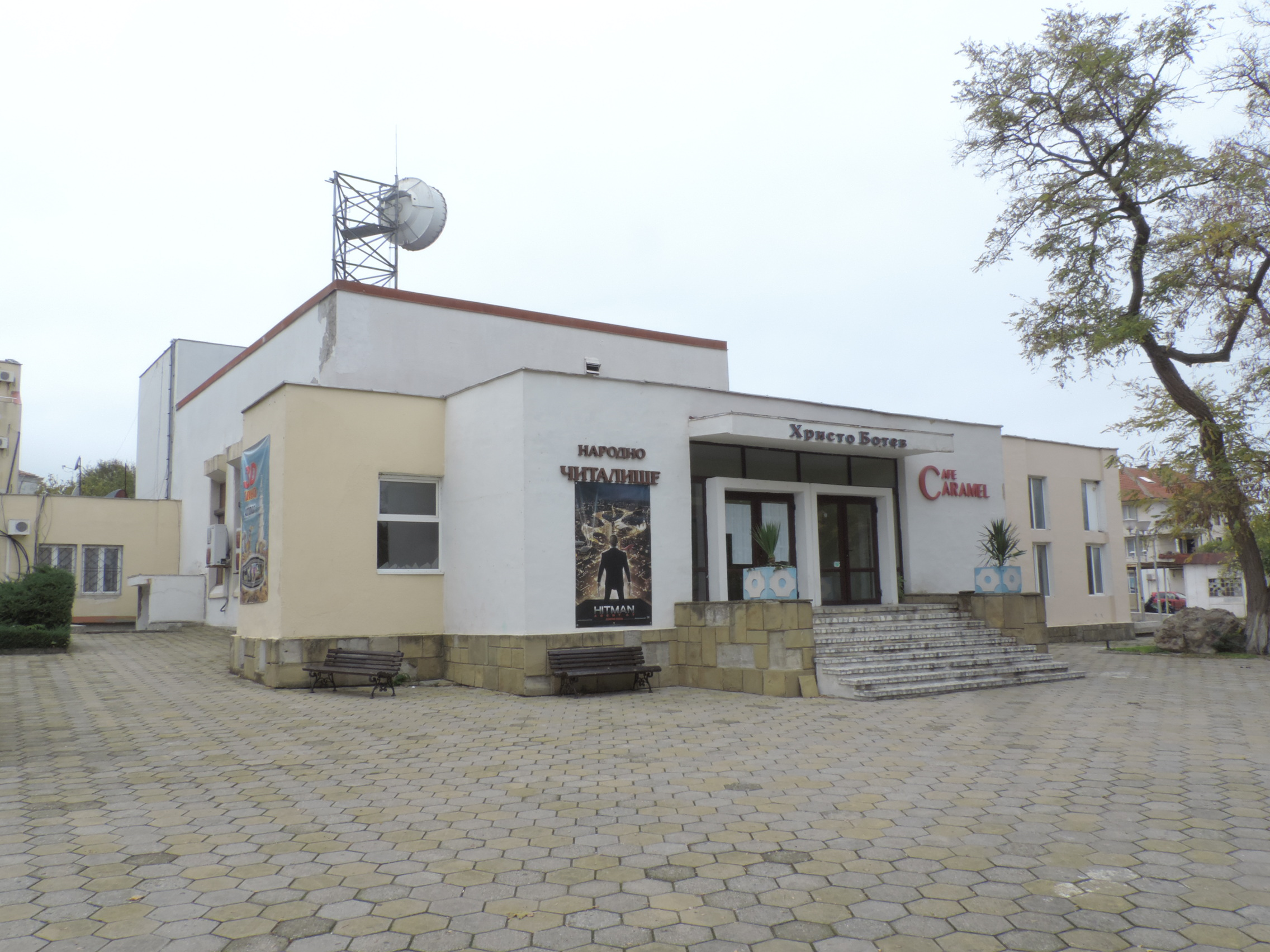
Громадський центр "Христо Ботев", Ахтопол

До сьогоднішнього дня збереглася церква Вознесіння Господнього, побудована в 1776 році, залишки монастиря св. Іоанна (Св. Яни) XII століття, частини фортечної стіни (місцями досягають 8 м висоти і шириною 3,5 м). Недалеко від півострова є залишки фракійської стіни.  У місті є Музей історії.
У 1940-х і 50-х роках місто було кінцевою станцією вузькоколійки Ахтопол - Бродилово - Кости, розібраної в 1950-х роках через неефективність. 

## Спорт
Єдиною спортивною компанією в місті є футбольний клуб «Ахтопол». Команда була заснована в 1992 році під назвою "Чорне море" (Ахтопол) і три роки конкурувала в Південній "Б" обласній групі. Після цього з'являлися спорадичні прояви, але в 2006 році він знову був залучений до регіональної групи Південного "Б". У сезоні 2008/2009 він посів 9 місце з десяти команд. 
Стадіон в Ахтополі ще не відремонтований, матчі грають у сусідньому місті Царево. 

## Особи
- Коста Пергелов (1921 - 2007), болгарський економіст

## Зовнішні посилання
- Цікаві фотографії та коментарі про Ахтопол [Архівовано 6 березня 2019 у Wayback Machine.]
- Новини про Ахтопол [Архівовано 29 вересня 2020 у Wayback Machine.]